# 亞瑟·貝爾寧
亞瑟·貝爾寧（挪威語：Arthur Berning，1987年9月11日—）是一位挪威演員，他於該國羅加蘭郡斯塔萬格出生。亞瑟在2008年於改編電影「一個愛英韋的男人」（Mannen som elsket Yngve）中首次向公眾露面，隨後他亦曾在多部電影中演出，包括2009年的「隱藏」（Skjult）和「老鼠」（Rottenetter）、2010年的「冷酷的獵物III」（Fritt vilt III）、2011年的「影片男孩」（Videogutten）、「法式吐司」（Arme Riddere）和「挪威的呻吟」以及2012年的「夜班工作」（Nattskiftet）。

## 外部連結
- 亞瑟·貝爾寧在 Filmweb.no 網站上的資訊（页面存档备份，存于）（挪威文）
- 亞瑟·貝爾寧在 Weebly.com 網站上的資訊 （页面存档备份，存于）（挪威文）
- 亞瑟·貝爾寧在互联网电影资料库（IMDb）上的資料（英文）（英文）